# Frătăuții Vechi
Frătăuții Vechi es una comuna ubicada en el distrito de Suceava, Rumania.

## Superficie
Posee una superficie de 35,89 kilómetros cuadrados.

## Demografía
Hasta 2021 la población era de 4782 habitantes, con una densidad de población de 133,2 habitantes por kilómetro cuadrado.